# Skalarni umnožak
Skalarni umnožak ili skalarni produkt dvaju vektora u geometriji se definira kao umnožak iznosa (modula, duljine, intenziteta) jednog i drugog vektora i kosinusa kuta između njih. Dobiveni je rezultat skalar.
{\displaystyle {\vec {a}}\cdot {\vec {b}}={\vec {b}}\cdot {\vec {a}}=\left|{\vec {a}}\right|\left|{\vec {b}}\right|\cos \phi }
Skalarni umnožak vektora sa samim sobom daje kvadrat njegova iznosa, jer je u tom slučaju kosinus 0° jednak 1. Skalarni umnožak vektora koji su pod pravim kutom (90°) jednak je 0, jer je kosinus pravoga kuta 0.
Skalarni umnožak je komutativan, distributivan i linearan.
Po uzoru na skalarni produkt u geometriji mogu se definirati skalarni produkti vektora u drugim, apstraktnim vektorskim prostorima. Vektore čiji je skalarni produkt nula i tamo se naziva okomitima ili ortogonalnima.

## Definicija i primjer
Definicija skalarnog umnoška vektora a = [a1, a2, … , an] i vektora b = [b1, b2, … , bn] :
{\displaystyle \mathbf {a} \cdot \mathbf {b} =\sum _{i=1}^{n}a_{i}b_{i}=a_{1}b_{1}+a_{2}b_{2}+\cdots +a_{n}b_{n}}
- gdje Σ označuje zbrajanje po komponentama.

Primjer skalarnog množenja na trodimenzionalnom vektoru [1, 3, −5] i [4, −2, −1]: 
{\displaystyle {\begin{bmatrix}1&3&-5\end{bmatrix}}\cdot {\begin{bmatrix}4&-2&-1\end{bmatrix}}=(1)(4)+(3)(-2)+(-5)(-1)=3.}

## Geometrijska interpretacija
S obzirom na to da znamo da je skalarni umnožak i umnožak s kutom između dva vektora, možemo inverznom operacijom izračunati i kut.
{\displaystyle \mathbf {a} \cdot \mathbf {b} =|\mathbf {a} |\,|\mathbf {b} |\cos \theta \,} {\displaystyle \Longrightarrow } {\displaystyle \theta =\arccos \left({\frac {\mathbf {a} \cdot \mathbf {b} }{|\mathbf {a} ||\mathbf {b} |}}\right).}

## Vidjeti također
- Vektorski umnožak